# ヘレナ・ダッリ
ヘレナ・ダッリ（英語: Helena Dalli、旧姓アベラ、1962年9月29日 - ）は、マルタの政治家であり、欧州委員会の平等担当欧州委員を務めている。マルタ労働党に所属し、欧州社会党にも関わっている。 

## 経歴

### 政界入り前
政界入りする前は、モデルや女優として活動していた。17歳のときにミス・マルタに選ばれ、ミス・ワールド1979に出場した。ドム・ミントフ率いるマルタ労働党と関わり始めた。その後、1985年の映画『ファイナル・ジャスティス』で主人公の相棒となる女性警官役を演じたが、映画が失敗したため、彼女は演技をやめて政治の道に進んだ。
2017年から2019年まで、欧州問題・平等担当大臣を務めた。

### 欧州委員
2019年12月1日から、欧州委員会の平等担当欧州委員として活動している。彼女は欧州委員会で初めて平等担当ポストに就いた人物である。彼女の任務は、性別や人種や民族的出自や宗教や信条や障害や年齢や性的指向などにかかわらず、すべての人々の包摂と平等を欧州で推進することである。彼女は差別と闘い、EUの反差別法制度を発展させることや、国際連合障害者権利条約のEUにおける実施を主導することなどが責任範囲に含まれる。